# Chiesa nuova dei Santi Apostoli Pietro e Paolo
La chiesa dei Santi Apostoli Pietro e Paolo è una delle due chiese situate al centro del quartiere di Sacconago, a Busto Arsizio. È detta "chiesa nuova" in contrapposizione all'omonima chiesa di più antica costruzione collocata a poche decine di metri di distanza.

## Storia
La necessità di costruire una nuova chiesa a Sacconago risale ai primi anni del XX secolo quando la vecchia chiesa sinaghina non era più sufficiente per ospitare tutti i fedeli del quartiere in crescita. Così, nel 1904 don Antonio Marelli, parroco di Sacconago, chiese al cardinale Andrea Carlo Ferrari, arcivescovo di Milano, di poter costruire una nuova chiesa più grande. La risposta dell'altro prelato fu negativa, in quanto consigliò di dare la precedenza alla costruzione dell'oratorio maschile. Il progetto rimase dunque in sospeso per circa vent'anni, fino al febbraio 1928, quando lo stesso parroco ripropose la questione all'arcivescovo Eugenio Tosi.
La richiesta fu accolta e in un primo momento si pensò di ampliare la chiesa vecchia: ciò implicava l'acquisto di alcuni terreni circostanti, ma dato il loro prezzo troppo elevato, si optò per una nuova soluzione. Si decise di costruire una chiesa ex novo nell'area occupata dal vecchio cimitero di Sacconago. Il progetto fu affidato all'ingegner Azzimonti e i lavori alla ditta Carimati e Castiglioni di Busto Arsizio. La prima pietra fu posata il 13 agosto 1928 e la prima messa fu celebrata da don Antonio Marelli nel 1932. La consacrazione ufficiale della chiesa fu impartita dal cardinale Alfredo Ildefonso Schuster il 24 settembre 1933, come ricorda una targa posta sulla facciata della chiesa. Come segno di continuità tra la chiesa vecchia e quella nuova, le campane e le reliquie furono trasferite dalla prima alla seconda, la quale venne intitolata a Pietro apostolo e Paolo di Tarso, esattamente come la chiesa vecchia.

## Architettura

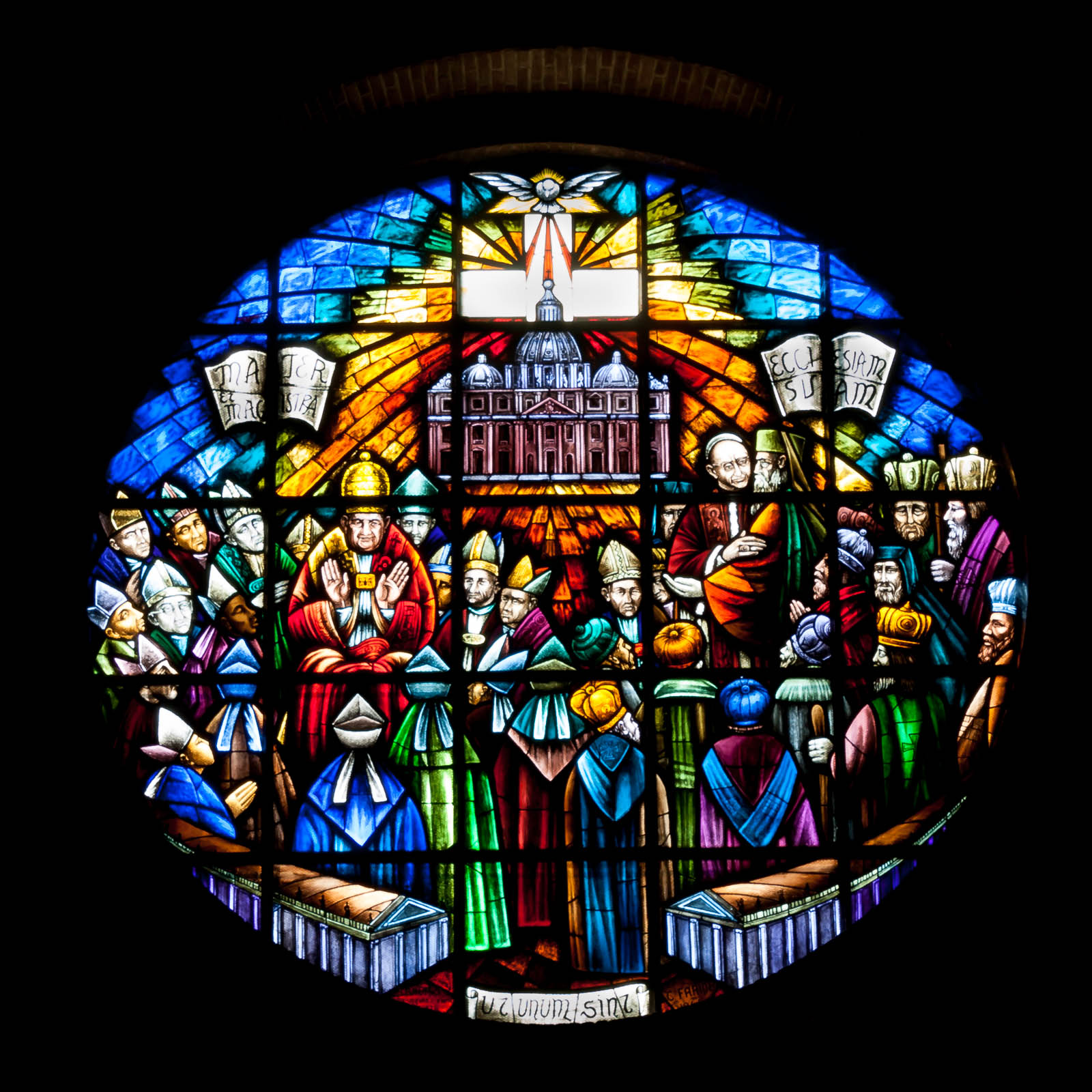
Il rosone della chiesa

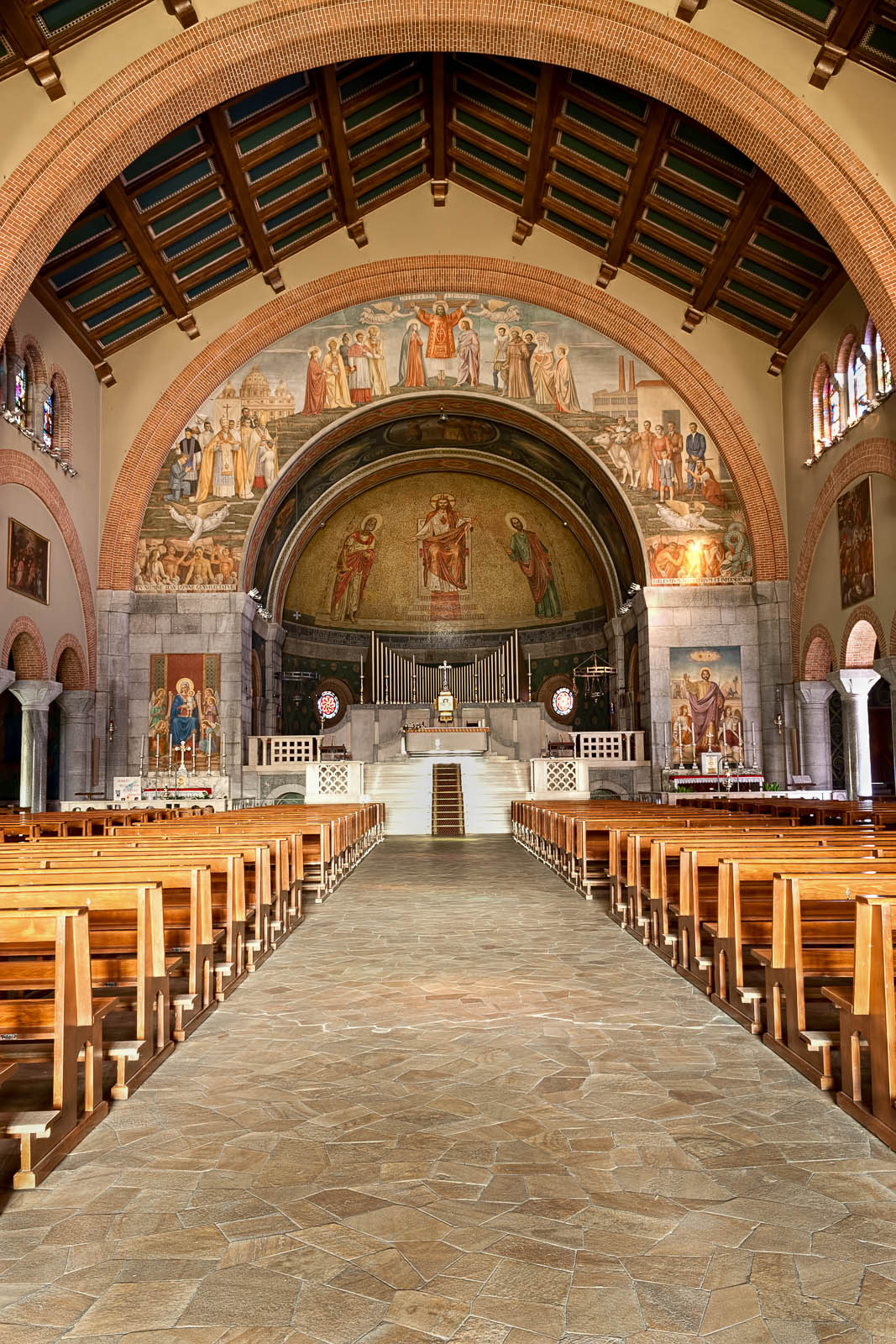
L'interno della chiesa

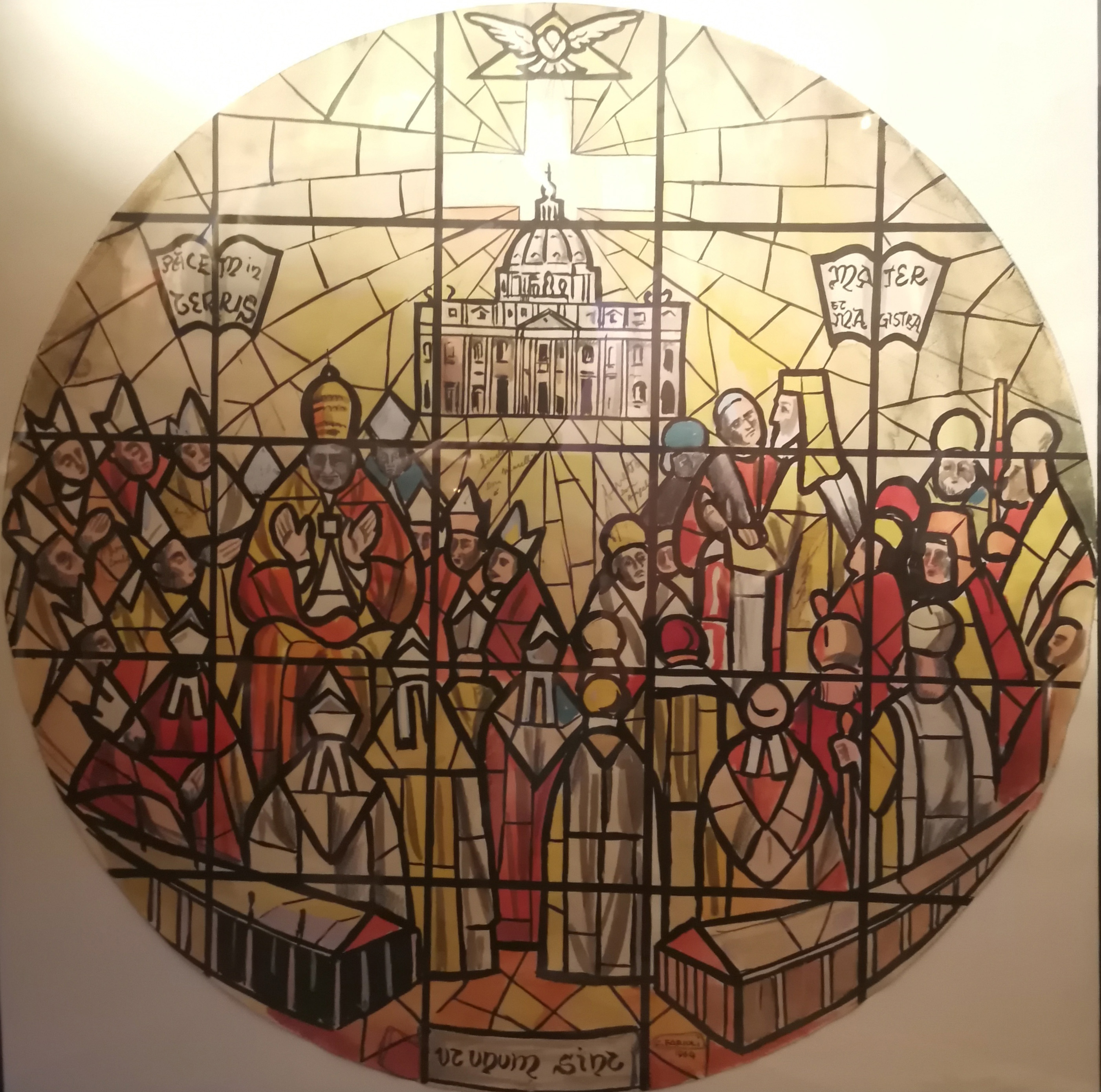
Carlo Farioli: bozzetto del rosone, tempera ed acquerello su carta, 1964 (Trento, Collezione Privata)

La chiesa e il campanile sono realizzati con mattoni a vista e alcuni blocchi di pietra disposti in modo irregolare. La copertura è a capanna e la facciata presenta tre ingressi: sopra il portale principale è presente un grosso rosone con mosaico in vetro, su disegno del 1964, opera del pittore bustese Carlo Farioli (1931 - 2013), mentre le due porte laterali sono sormontate da due trifore cieche a tutto sesto. All'interno l'aula è suddivisa in tre navate e presenta un'abside semicircolare con cripta.
A partire dal 1937 furono completati l'altare maggiore in marmo, le cappelle degli altari laterali, il battistero presso l'ingresso e la casa parrocchiale adiacente alla chiesa.
Il campanile, che venne completato solo nel 1946, è a base quadrata, e alto 50 metri e presenta celle a trifore e una lunga copertura conica, che lo fa sembrare molto simile a quello quattrocentesco della basilica di San Giovanni Battista di Busto Arsizio.
Gli elementi decorativi più importanti vennero introdotti dopo la seconda guerra mondiale: il grande mosaico raffigurante il Cristo Re che adorna l'abside, l'affresco sopra l'altare raffigurante episodi di Caino e Abele, Melchisedech, Abramo e l'affresco sopra l'arco raffigurante il Trionfo della Croce, la Redenzione dei buoni e il Castigo dei malvagi. Alle spalle dell'altare è collocato un organo Mascioni.
Dalla chiesa vecchia di Sacconago provengono un dipinto ad olio su tela raffigurante il Martirio di Sant'Orsola e il crocifisso trecentesco.